# 珍道具
珍道具（日语： Chindōgu）指一些富有創意，但實際上並不實用的生活用品。

## 特點
1. 不一定有實際用途，但它是存在的。
2. 可以是日常生活中的用品，但不一定會推出市場。
3. 天馬行空的構思是製作珍道具常見的事。
4. 幽默並非是製作珍道具的唯一原因(或目的)。

## 資料來源
- 腦力激盪法及綜合思維-參考資料 （页面存档备份，存于） （中文）
- International Chindogu Society （页面存档备份，存于） （英文）
- 搞怪至上妙發明3 日本珍道具學會 盧姿敏譯 ISBN 957-803-187-4